# Jüdischer Friedhof (Bieruń)

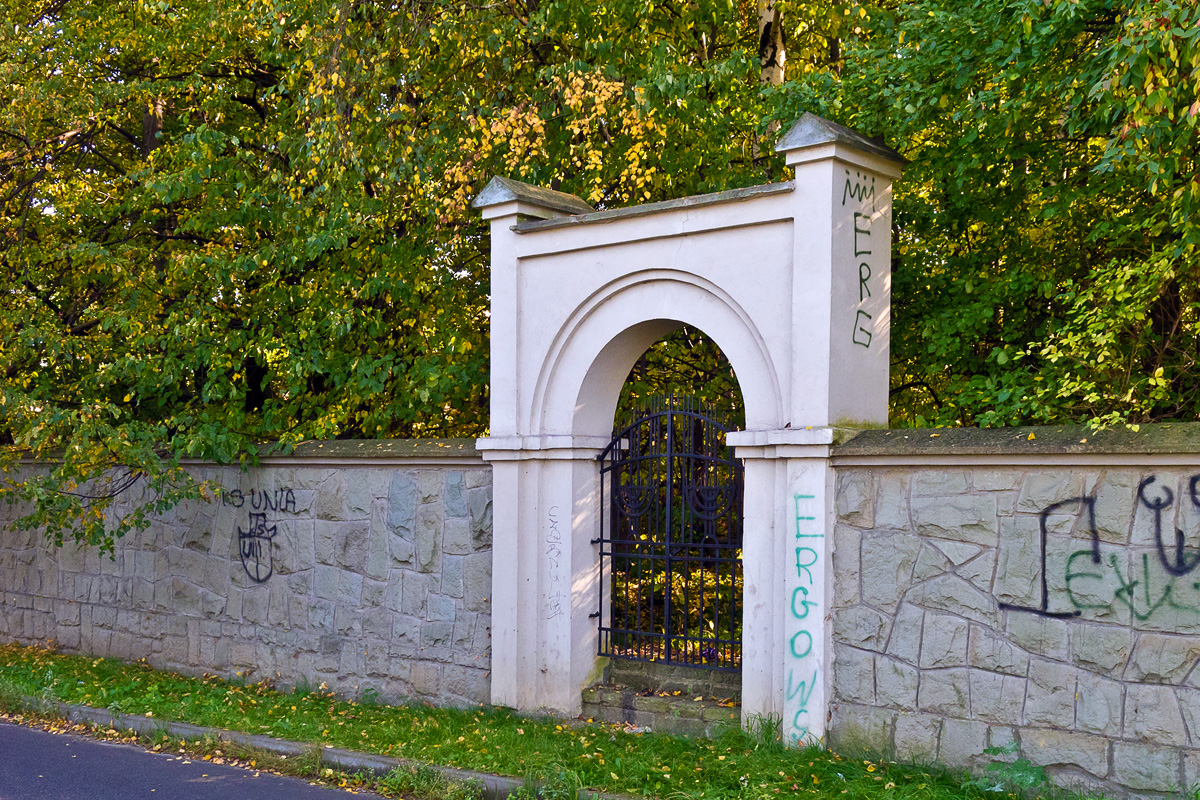
Eingang zum jüdischen Friedhof in Bieruń

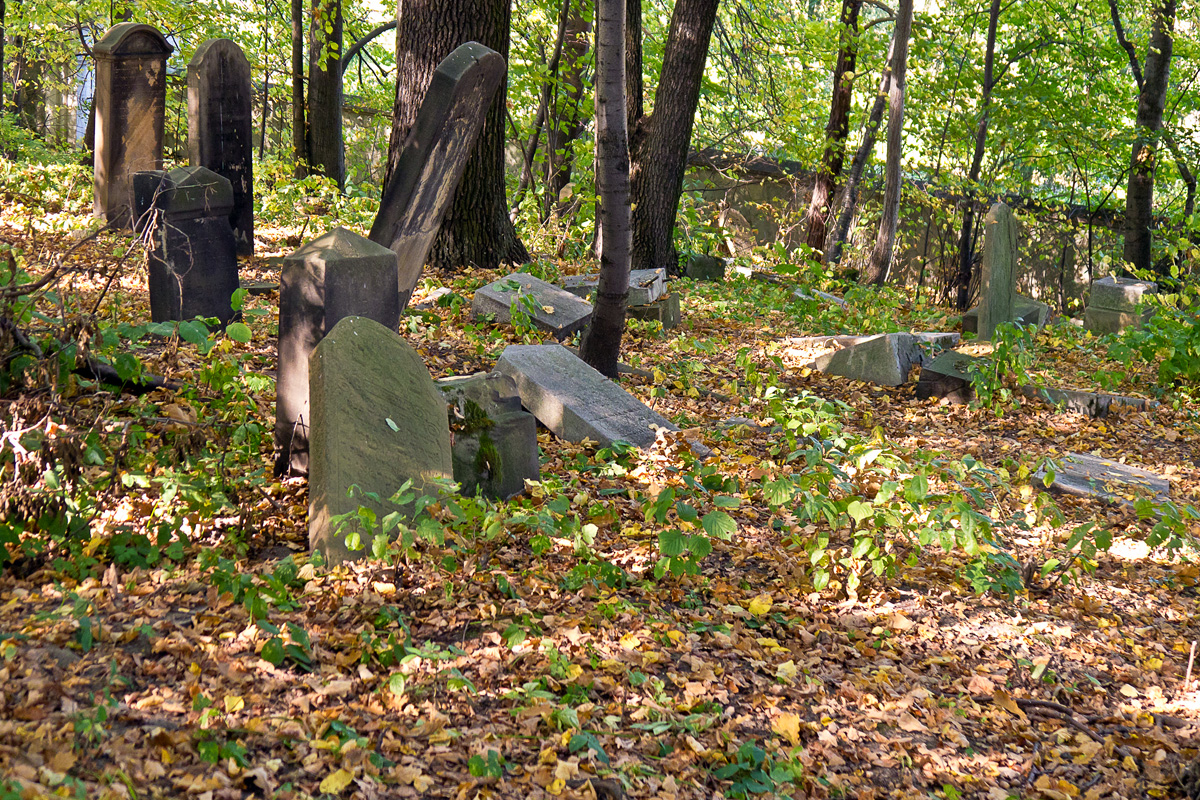
Ansicht

Der Jüdische Friedhof (Cmentarz żydowski) in Bieruń (deutsch Berun), einer Stadt in der Woiwodschaft Schlesien in Polen, wurde 1778 angelegt, er liegt in der ul. Wita im Stadtteil Alt Berun.
Der jüdische Friedhof wurde von deutschen Besatzern im Zweiten Weltkrieg verwüstet. Auf dem Friedhof befinden sich heute noch 47 Grabsteine aus dem 18. und 19. Jahrhundert.